# Jackson-Syndrom (Hirnstammsyndrom)
Das Jackson-Syndrom, auch ventrales paramedianes Oblongata-Syndrom oder Jackson-Lähmung, ist ein sehr seltener Symptomenkomplex in der Neurologie,  der durch eine Läsion im zum Hirnstamm gehörenden verlängerten Mark, der Medulla oblongata, verursacht wird. Es treten eine Zungenlähmung (Hypoglossusparese) auf der gleichen Seite der Läsion und eine Halbseitenlähmung (Hemiparese) auf der Gegenseite der Läsion auf. Das Jackson-Syndrom gehört zur Gruppe der alternierenden Hirnstammsyndrome.

## Ursache und klinische Merkmale
Das Jackson-Syndrom wird durch eine Läsion in der unteren oder kaudalen medialen Medulla oblongata verursacht. Bei den Läsionen handelt es sich um ischämische lakunäre Hirnstammläsionen. Sie entstehen durch lokale mikroangiopathische Veränderungen oder embolische Verschlüsse der Endabschnitte der Vertebralarterie (Arteria vertebralis).
Einige Autoren bezeichnen den Lokalisationsort auch als ventromedial oder ventral paramedian (vorne und mittig). Die Erkrankung ist gekennzeichnet durch das Auftreten einer ipsilateralen Zungenlähmung, die durch Schädigung des in der medialen Medulla oblongata lokalisierten Nucleus nervi hypoglossi verursacht wird. Kontralateral, also auf der Gegenseite der Läsion, tritt eine Halbseitenlähmung durch Schädigung der Pyramidenbahn oberhalb der Pyramidenbahnkreuzung auf. Die Nervenfasern der Pyramidenbahn kreuzen erst weiter kaudal in der Pyramidenbahnkreuzung auf die Gegenseite.

## Abgrenzung
Neben dem Jackson-Syndrom gibt es ein weiteres, häufiger auftretendes Hirnstammsyndrom mit Läsion im Bereich der medialen Medulla oblongata. Es wird als Dejerine-Spiller-Syndrom bezeichnet. Das Jackson-Syndrom ist eine reduzierte Variante des Dejerine-Spiller-Syndroms. Neben ipsilateraler Zungenparese und kontralateraler Hemiparese tritt beim Dejerine-Spiller-Syndrom zusätzlich eine kontralaterale Sensibilitätsstörung bei erhaltenem Schmerz- und Temperaturempfinden durch Läsion der Hinterstrangbahn auf.

## Medizingeschichte
Die Bezeichnung geht auf die erste Beschreibung des Symptomenkomplexes durch den englischen Neurologen John Hughlings Jackson (1835–1911) im Jahr 1872 zurück. Er beschrieb einen 51-jährigen Patienten mit ipsilateraler Hypoglossusparese und kontralateraler Hemiparese. Die pathologische Untersuchung zeigte eine Blutung im Bereich der medialen Medulla oblongata.